# Friedreichs ataxi
Friedreichs ataxi är en sällsynt, ärftlig neurologisk sjukdom som kännetecknas av dåligt koordinerade muskelrörelser (ataxi) och ofrivilliga ögonrörelser (nystagmus). 
Sjukdomen beskrevs första gången 1863 av Nicolaus Friedreich. Den beror på en mutation i den gen som kodar för frataxin.
Sjukdomen är långsamt fortskridande, så när symptomen väl börjat, blir man långsamt sämre. Talförmågan, synen, hörseln, känseln och balanssinnet påverkas också ofta med tiden. Det finns en förhöjd risk för hjärtsvikt och diabetes. Det är stor variation i hur mycket och hur svåra symptom man får. En del kan förväntas få en normal livslängd, medan de svårast drabbade kan avlida i 30-40-årsåldern. Om sjukdomen börjar sent i livet, är förloppet ofta lindrigare. Ungefär 2 till 3 personer får diagnosen Friedreichs ataxi varje år i Sverige. Diagnosen ställs med ett gentest. 
Friedreichs ataxi nedärvs autosomalt recessivt. Det betyder att båda föräldrarna måste bära på anlaget för sjukdomen för att deras barn ska kunna få den. En person som bara bär på anlaget blir dock inte själv sjuk, men kan, om han eller hon får barn med en annan anlagsbärare, få ett barn som utvecklar sjukdomen. Friedreichs ataxi beror på att nervceller i centrala och perifera nervsystemet ansamlar järn. Detta järn stör nervcellernas funktion, så att de går under. Det finns ingen behandling som botar sjukdomen, utan vården består av hjälpmedel som underlättar det dagliga livet för patienten.